# 沃克 (艾奥瓦州)
沃克（英語：Walker）是一個位於美國愛荷華州林縣的城市。

## 地理
沃克的座標為42°17′14″N 91°46′53″W / 42.28722°N 91.78139°W，而該地的平均海拔高度為274米（即899英尺）。

## 人口
根據2010年美國人口普查的數據，沃克的面積為1.99平方千米，當中陸地面積為1.97平方千米，而水域面積為0.02平方千米。當地共有人口791人，而人口密度為每平方千米397人。